# مقاطعة يالوبوشا (ميسيسيبي)
مقاطعة يالوبوشا هي مقاطعة في مسيسيبي، بلغ عدد سكانها 12٬678  نسمة، في 2010، عاصمتها ووتر فالي.

## الموقع
تشترك في الحدود مع:
- مقاطعة لافاييت
- مقاطعة غرينادا.

## أعلام
- ماجيك سليم